# 론도 가단조 (모차르트)
론도 가단조 K. 511은 볼프강 아마데우스 모차르트의 피아노 독주 작품이다.
모차르트는 1787년 3월 11일 자신의 개인 주제 목록에 론도의 완성을 기록했다. 그는 당시 31세였으며 1786년 오페라 피가로의 결혼, 교향곡 38번, 그리고 자신의 피아노 솔로 연주를 위해 갔던 프라하 여행에서 돌아왔다.
프란츠 안톤 호프마이스터에 의해 1787년 출판되었으며 1791년 모차르트가 사망한 후 여러 출판사에서 재출판되었다. 호프마이스터 출판물은 모차르트와 다른 작곡가의 피아노 작품으로 구성되어 있다. 그것은 Prénumération pour le Forte Piano ou Clavecin이라는 제목의 월간 구독 시리즈 일부로 발행되었다. 포르테 피아노는 현대에 널리 사용되어 모차르트가 작곡한 피아노의 초기 버전을 나타낸다. 모차르트 시대에 그것은 단순히 피아노를 나타내는 데 사용된 여러 단어 중 하나였다. "또는 하프시코드"와 관련하여 이 악기에서 론도의 효과적인 연주는 상상하기 어려운 것처럼 보이지만 베토벤 시대에 음악 출판사는 "또는 하프시코드"라는 문구를 사용하여 피아노용으로 작곡된 음악의 판매를 장려했다.
작품은 단일 악장으로 구성되어 있다. 6/8박자이며 템포 마킹은 Andante이다.
론도 형식의 일반적인 A–B–A–C–A 패턴 특성을 따른다. "A"는 복귀 테마이고 "B"와 "C"는 에피소드이다. "A"는 A 단조(곡의 키), "B"는 F 장조, "C"는 A 장조이다. "A"의 마지막 등장에 이어 A의 음악과 C의 단조 버전을 그리는 코다가 있다.
5개의 주요 섹션 각각은 자체적으로 구성되어 있다. "A"는 "aba"이며, A 단조의 구절 "a", C 장조로 바뀌는 중간 섹션 "b", 그리고 "a"의 장식된 반복이다. "A"의 중간 표현이 잘려서 전체 "aba"가 아닌 "a"가 한 번만 반복된다.
에피소드 "B"와 "C"와 관련하여 Forte는 각각이 소나타 형식의 간략한 예라고 제안한다. 첫 번째 부분(설명)에서는 지배적인 키로 이동하고 두 번째 부분에서는 먼저 원격 키(개발)를 탐색한 다음 모든 토닉 키(요약)에서 원래 자료로 돌아간다. 각 에피소드는 다음 "A" 섹션의 키로 돌아가는 과도기적 구절로 끝난다. Forte는 이러한 전환이 "다른 부분에 비해 매우 길다"고 말한다.